# Loued Lakhdar
Loued Lakhdar (franska: Loued Lakhdar (CR), Loued Lakhdar (Commune Rurale), arabiska: العطاوية الشعيبية) är en kommun i Marocko.   Den ligger i provinsen El Kelaâ des Sraghna och regionen Marrakech-Safi, i den nordöstra delen av landet, 240 km söder om huvudstaden Rabat. Antalet invånare är 9 362.